# Борки (Новгородский район)
Борки́ — деревня, административный центр Борковского сельского поселения в Новгородском муниципальном районе Новгородской области.
Деревня расположена на левом берегу реки Веронда, у автомобильной дороги А116 (Великий Новгород — Шимск), в 7 км северо-западнее озера Ильмень, в 20 км от Великого Новгорода.

## История
Это место впервые упоминается в Писцовых книгах о Трясовской волости Шелонской пятины в 1501 году, но есть ещё и упоминание и в 1498 году, как «пустошь Борок». Из дальнейших упоминаний установлено, что Павел Самсонов поселился на этом месте в 1500 году, этот год принято считать датой основания деревни.
В 1878 году было открыто движение по железной дороге Новгород — Шимск — Старая Русса, а в полверсте от деревни (тогда Вольный Борок) была станция Борок. В 1941 году во время Великой Отечественной войны Борки были оккупированы Вермахтом. 19 января 1944 года войска Волховского фронта под командованием генерала армии Мерецкова освободили деревню (Ленинградско-Новгородская операция). Железнодорожная линия была разрушена и не восстанавливалась.
В 1994 году к деревне Борки были присоединены деревни Заверяжье и Малое Подсонье, на топографических картах советского периода часто обозначалась как Заверяжье — по названию реки Веряжа, протекающей неподалёку, и одноимённой местности.

## Наука
В Борках расположен Научно-исследовательский и проектно-технологический институт сельского хозяйства (Новгородский НИПТИСХ).
С 1950 года в деревне располагалась Новгородская областная комплексная сельскохозяйственная опытная станция, а в 1988 году она реорганизована в Новгородский научно-исследовательский и проектно-технологический институт сельского хозяйства Северо-западного научного центра Российской академии сельскохозяйственных наук. В 2014 году институт переименован в Федеральное государственное бюджетное научное учреждение «Новгородский научно-исследовательский институт сельского хозяйства».

## Образование
С 1969 года в деревне работает средняя школа. Есть также учреждение дошкольного образования — ДОУ «Детский сад № 15» и Муниципальное учреждение дополнительного образования детей «Детская школа искусств деревни Борки»

## Культура
В 1987 году здесь был открыт сельский Дом Культуры — ныне «Борковский межпоселенческий Центр народного творчества и досуга» один из четырёх подобных в Новгородском муниципальном районе. В деревне есть три библиотеки: научная в НИПТИСХ, школьная и третья — в центре народного творчества и досуга (филиал Муниципального учреждения культуры «Межпоселенческая центральная библиотека»).

## Здравоохранение
С 1976 года в деревне открыта Борковская врачебная амбулатория.

## Спорт
С 1982 года в деревне была конно-спортивная база.

## Аэродром «Новгород-Борки»
В 2 км восточнее деревни расположен одноимённый спортивный аэродром Общероссийской Общественной организации «РОСТО (ДОСААФ)» областной центр авиационного спорта, место полётов малой авиации и дельтапланеристов, тренировок парашютистов и проведения соревнований авиамоделистов.
В 2005 году на этом аэродроме проходили съёмки фильма «Перегон».